# James Blaylock
James Paul Blaylock (Long Beach, 20 settembre 1950) è uno scrittore statunitense di romanzi fantasy e di fantascienza.
È principalmente noto per essere uno dei pionieri (assieme a Tim Powers e K. W. Jeter) del filone steampunk oltre che per il suo stile umoristico e grottesco.

## Biografia
Nato nel 1950 a Long Beach, in California, e laureato all'Università statale della California, vive a Orange dove insegna scrittura creativa.
Amico del collega Philip K. Dick, ha vinto nel 1986 l'omonimo premio con il romanzo Homunculus.

## Opere

### Trilogia Balumnia
- The Elfin Ship (1982)
- The Disappearing Dwarf (1983)
- The Stone Giant (1989)
- The Man in the Moon (2002)

### Serie Narbondo
- The Digging Leviathan (1984)
- Homunculus (1986), Milano, Bompiani, 1995 Traduzione di Valeria Reggi e Gino Scatasta ISBN 88-452-2487-2
- La macchina di Lord Kelvin (Lord Kelvin's Machine, 1992), Milano, Mondadori, 1994 (Urania N. 1232) Traduzione di Maura Arduini
- Zeuglodon (2012)
- The Aylesford Skull (2013)
- Beneath London (2015)

### Trilogia Cristiana
- The Last Coin (1988)
- The Paper Grail (1991)
- All The Bells On Earth (1995)

### Trilogia Fantasma
- Night Relics (1994)
- Winter Tides (1997)
- The Rainy Season (1999)

### Altri romanzi e racconti
- The Complete Twelve Hours of the Night con Tim Powers (1986)
- Land of Dreams (1987)
- The Magic Spectacles (1991)
- 13 Phantasms (2000)
- On Pirates con Tim Powers (2001)
- The Devils in the Details con Tim Powers (2003)
- In For A Penny (2003)
- The Knights of the Cornerstone (2008)
- The Shadow on the Doorstep (2009)
- Home Sweet Home e Postscript to Home Sweet Home (2012)